# ولسوالی شمل
شَمَل یکی از ولسوالی‌های ولایت خوست در جنوب خاوری افغانستان است  با جمعیت نزدیک به ۱۳٬۵۲۳ نفر.

## منبع‌ها
- مشارکت‌کنندگان ویکی‌پدیا. «Khost Province». در دانشنامهٔ ویکی‌پدیای انگلیسی، بازبینی‌شده در ۴ اسفند ۱۳۹۰ خورشیدی.